# Каміннецька сільська рада
Каміннецька сільська рада — орган місцевого самоврядування у Надвірнянському районі Івано-Франківської області з адміністративним центром у с. Камінне.

## Загальні відомості
Утворена 30 жовтня 1990 року.
Івано-Франківська обласна рада рішенням від 13 листопада 2007 року в Надвірнянському районі перейменувала Камінську сільраду на Каміннецьку.
Водоймища на території, підпорядкованій даній раді: річка Стримба.

## Населені пункти
Сільській раді підпорядковані населені пункти:
- с. Камінне — населення 1 107 осіб; площа 15,898 км²; засноване в 1251; (колишня назва Камінна)

## Склад ради
Рада складається з 12 депутатів та голови.